# Батлье-и-Ордоньес, Хосе
Хосе Пабло Торквато Батлье-и-Ордоньес (исп. José Pablo Torcuato Batlle y Ordóñez; 21 мая 1856, Монтевидео, Уругвай — 20 октября 1929, там же) — уругвайский государственный деятель, президент Уругвая (1903—1907 и 1911—1915). Сын президента Уругвая в 1868—1872 годах Лоренсо Батлье-и-Грау, дядя президента Уругвая Луиса Батлье Берреса, двоюродный дед президента Уругвая Хорхе Батлье Ибаньеса.

## Биография
Внук Хосепа Батлье-и-Каррео, каталонского иммигранта из Сиджеса, сын президента Лоренсо Батлье-и-Грау. Учился на юридическом факультете университета Монтевидео и в парижской Сорбонне.
Он принадлежал к сектору меньшинства партии Колорадо, и был предложен в качестве посредника в президентстве, которое он принял в 1903 году.
В 1871 году он начал свою журналистскую карьеру, находился в оппозиции к правящим режимам элитистов и военных, в частности диктатуры Максимо Сантоса. С 1879 г. в качестве журналиста и редактора газеты «Новый дух» жёстко критиковал военную администрацию Лоренсо Латорре. Созданная им в 1886 году газета El Día («День») была рупором Партии Колорадо (либерального толка). Эта политическая позиция несколько раз приводила его к задержанию и тюремному заключению. Участвовал в революции Кебрахо (1886). После падения режима Сантоса возглавил департамент горнорудной промышленности.
Принадлежал к группе меньшинства партии «Колорадо». В 1893 году он был избран депутатом, а в 1896 году — сенатором; опирался на «средний класс». Избирался президентом Сената, на этом посту с февраля по март 1899 года исполнял обязанности главы государства, чтобы узаконить дальнейшее пребывание в должности президента Хуана Куэстаса.
В 1903 году был избран президентом Уругвая, в связи с чем лидер оппозиционной Национальной партии консервативного толка Апарисио Саравиа развязал гражданскую войну. Лишь после гибели Саравии в сражении у Мосольера 1 сентября 1904 года Батлье установил контроль над всем Уругваем.
Его политический курс вошёл в историю страны под названием «батльизм», а его собственную партию стали называть «Батльистской». Президент провёл ряд реформ, направленных на поддержку работающего на экспорт сельского хозяйства, расширил государственный сектор в банковской сфере, модернизировал систему образования, ставшего бесплатным, и развернул строительство средних и высших учебных заведений. Была отменена смертная казнь и началась секуляризация: были разделены церковь и государство, разрешены разводы. Он проводил политику протекционизма, осуществлял контроль над деятельностью частных предприятий и национализировал несколько монополий. Проведенные экономические и социальные реформы позволили Уругваю стать одной из наиболее политически и экономически стабильных стран Латинской Америки.
Несмотря на то, что он был президентом в течение 8 лет, он считается самой влиятельной и влиятельной фигурой в политике своей страны с момента его первого президентства до его смерти, период, охватывающий более 25 лет. Уругвайские историки часто называют эту эпоху «Батльистской эпохой». Даже сегодня существуют секторы его собственной партии Колорадо и даже в левом Широком фронте, которые определяют себя как последователей Хосе Батлье-и-Ордоньеса.
После завершения первого президентского срока в 1907 году он путешествовал по Западной Европе, изучал местный опыт в области социальных программ и демократического правления (в том числе в Швейцарии). Вернулся в Уругвай в феврале 1911 года и победил на очередных президентских выборах. Во время своего второго срока правления продолжил проводить прогрессивные социальные реформы: ввёл восьмичасовой рабочий день, создал пенсионные программы в государственном и частном секторах, предоставил полные гражданские права внебрачным детям, а также запретил жестокое обращение с животными. Он предоставил женщинам возможность подавать на развод и голосовать на выборах (всеобщее избирательное право было закреплено в конституции 1918 года).
Уже после поражения на выборах в 1915 году он разработал новую конституцию 1918 года, ограничивающую президентские полномочия в пользу коллегиального органа — Национального административного совета из 9 человек, избираемых конгрессом.
После отставки, в 1920 г., он убил на дуэли депутата конгресса Вашингтона Велтрана Барбата. Причиной дуэли стали статья, обвинявшая бывшего президента в мошенничестве, опубликованная в газете, редактором которой был Барбат.
В 1921—1923 и 1927—1928 гг. возглавлял Национальный Совет Администрации Уругвая.
Заложенные Батлье экономические инициативы продолжали претворяться в жизнь до 1929 года (когда из-за кризиса резко упал уругвайский экспорт), став основой полосы длительного стабильного развития Уругвая, ранее разрываемого непрерывными гражданскими войнами, а в XX веке завоевавшего репутацию «латиноамериканской Швейцарии». Считается, что преобразования, проведённые Батлье-и-Ордоньесом с преемниками, опередили по времени буржуазный реформизм в других странах и превзошли его по степени радикальности.
В его честь назван городок Хосе-Батлье-и-Ордоньес на юго-востоке центральной части Уругвая.